# Wadeana dendrographa
Wadeana dendrographa är en svampart som först beskrevs av William Nylander och fick sitt nu gällande namn av Brian John Coppins & P. James. 
Wadeana dendrographa ingår i släktet Wadeana, divisionen sporsäcksvampar och riket svampar.   Inga underarter finns listade i Catalogue of Life.